# 杰米·琳恩·科基什
杰米·琳恩·科基什（英語：Jamie Lynn Corkish，1984年5月26日—），美国女子射击运动员。她曾代表美国参加2008年和2012年夏季奥林匹克运动会射击比赛，其中2012年奥运会获得一枚金牌。